# Dance with Me (Orleans)
Dance with me is een single van Orleans. Het is afkomstig van hun album Let there be music. Dit lied werd in eerste instantie door ABC Records als niet hitgevoelig afgedaan en verscheen voor het eerst op het album Orleans II. Toen het opnieuw werd opgenomen en uitgebracht haalde het in oktober 1975 de zesde plaats van de Billboard Hot 100.
Het nummer is een aantal keren gecoverd, onder meer door Bobby McFerrin, Engelbert Humperdinck en Joe Dassin (C’est la nuit).
Orleans is nooit doorgebroken buiten de Verenigde Staten. Toch is het nummer enigszins bekend geraakt in Nederland, want het haalde de Top 2000.

## NPO Radio 2 Top 2000
| Nummer met noteringen in de NPO Radio 2 Top 2000 | '99  | '00 | '01  |
| ------------------------------------------------ | ---- | --- | ---- |
| Dance with me                                    | 1940 | -   | 1987 |

1. ↑  Een '-' betekent dat het nummer niet was genoteerd en een vetgedrukt getal geeft de hoogste notering aan.
2. ↑  Deze tabel is bijgewerkt tot en met de laatste editie (2024).